# Campeonato Europeo de Gimnasia Artística de 1977
El XII Campeonato Europeo de Gimnasia Artística se celebró en dos sedes distintas: el concurso masculino en Vilna (URSS) y el concurso femenino en Praga (Checoslovaquia) en el año 1977. El evento fue organizado por la Unión Europea de Gimnasia (UEG).

## Resultados

### Masculino
| Evento                 | Oro                                                                  | Plata                                                                          | Bronce                            |
| ---------------------- | -------------------------------------------------------------------- | ------------------------------------------------------------------------------ | --------------------------------- |
| Concurso completo ind. | Vladimir Markelov Unión Soviética                                    | Alexandr Tkachev Unión Soviética                                               | Vladimir Tijonov Unión Soviética  |
| Suelo                  | Alexandr Tkachev Unión Soviética                                     | Vladimir Markelov Unión Soviética                                              | Vladimir Tijonov Unión Soviética  |
| Caballo con arcos      | Zoltán Magyar · Hungría ·                                            | Michael Nikolay República Democrática Alemana                                  | Vladimir Markelov Unión Soviética |
| Anillas                | Vladimir Markelov Unión Soviética                                    | Alexandr Tkachev Unión Soviética                                               | Vladimir Tijonov Unión Soviética  |
| Salto de potro         | Ralf Bärthel República Democrática Alemana Jiří Tabak Checoslovaquia |                                                                                | Vladimir Markelov Unión Soviética |
| Paralelas              | Vladimir Tijonov Unión Soviética                                     | Ralf Bärtel República Democrática Alemana Eberhard Gienger Alemania Occidental |                                   |
| Barra fija             | Stoyan Delchev Bulgaria                                              | Vladimir Markelov Unión Soviética Alexandr Tkachev Unión Soviética             |                                   |

### Femenino
| Evento                 | Oro                                                          | Plata                         | Bronce                                      |
| ---------------------- | ------------------------------------------------------------ | ----------------------------- | ------------------------------------------- |
| Concurso completo ind. | Nadia Comăneci · Rumania ·                                   | Yelena Mújina Unión Soviética | Nelli Kim Unión Soviética                   |
| Salto de potro         | Nelli Kim Unión Soviética                                    | Nadia Comăneci · Rumania ·    | Yelena Mújina Unión Soviética               |
| Barras asimétricas     | Nadia Comăneci · Rumania · Yelena Mújina · Unión Soviética · |                               | Steffi Kräker República Democrática Alemana |
| Barra                  | Yelena Mújina Unión Soviética                                | Nelli Kim Unión Soviética     | Maria Filatova Unión Soviética              |
| Suelo                  | Maria Filatova Unión Soviética Yelena Mújina Unión Soviética |                               | Nelli Kim Unión Soviética                   |

## Medallero
| Núm. | País           | Oro | Plata | Bronce | Total |
| ---- | -------------- | --- | ----- | ------ | ----- |
| 1    | URSS           | 9   | 7     | 9      | 25    |
| 2    | Rumania        | 2   | 1     | 0      | 3     |
| 3    | RDA            | 1   | 2     | 1      | 4     |
| 4    | Bulgaria       | 1   | 0     | 0      | 1     |
| 4    | Checoslovaquia | 1   | 0     | 0      | 1     |
| 4    | Hungría        | 1   | 0     | 0      | 1     |
| 7    | RFA            | 0   | 1     | 0      | 1     |
|      | TOTAL          | 15  | 11    | 10     | 36    |